# Asociația de Fotbal din Sfânta Lucia
Asociația de Fotbal din Sfânta Lucia este forul ce organizează fotbalul în Sfânta Lucia. Asociația a fost fondată în 1979.